# 21 Questions
"21 Questions" in de tweede single van het debuutalbum Get Rich or Die Tryin' van Amerikaanse rapper 50 Cent. Het nummer is geproduceerd door Dirty Swift, en bevat een refrein en een brug van R&B artiest Nate Dogg, ook bekend van diverse nummers met Dr. Dre en Eminem.
De track had veel succes in zowel de VS, als internationaal, wellicht meeprofiterend van het overweldigende succes van de eerste single "In da Club". De track kwam in de VS net als zijn voorganger op de 1e positie in de Billboard Hot 100. In de United World Chart strandde het nummer op #10, in Engeland op #4 en in Nederland op #8.

## Achtergrond
Tijdens het produceren van het album Get Rich or Die Tryin' vond Dr. Dre aanvankelijk dat het niet verstandig was om de track op het album te plaatsen, omdat 50 Cent juist voor zijn debuutalbum een 'gangster-imago' moest ontwikkelen, wat volgens hem niet kon met dit 'zachte liefdeslied'. 50 Cent beweerde echter dat hij twee imago's tegelijk kon neerzetten, en kijkend naar het succes van zowel "21 Questions", als Get Rich or Die Tryin', valt te zeggen dat hem dat gelukt is.

## Video
De video van "21 Questions" werd in maart 2003 opgenomen en werd geregisseerd door Damon Johnson, Dr. Dre en Phillip Atwell. Het laat het verhaal zien van 50 Cent die voor de neus van zijn vriendin wordt opgepakt en veroordeeld wordt tot een gevangenisstraf, waar hij in contact probeert te blijven met zijn vriendin, gespeeld door Meagan Good. In de gevangenis is constant te zien hoe hij ruzie heeft met zijn rivaal, Tyson Beckford. Aan het einde wordt een alternatieve versie van het begin laten zien, waar 50 Cent en zijn vriendin toekijken hoe de politie Beckford oppakt, in plaats van 50 zelf. De video bevat gastoptredens van verschillende G-Unit-leden, en beelden van Nate Dogg die in een cel tegen zijn vriendin aan zingt.
De video piekte op #1 in MTV's Total Request Live en #2 in de MuchMusic video charts.

## Credits
- Producer: Dirty Swift
- Gemixt door: Dr. Dre
- Opgenomen door: Sha Money XL & Maurico "Veto" Iragorri
- Extra toevoegingen door: Carlise Young
- Geassisteerd door: Ruben Rivera

## Charts
| Chart                               | Hoogste positie |
| ----------------------------------- | --------------- |
| Australische ARIA Single Top 50     | 4               |
| Belgische Ultratop 50               | 37              |
| Canadese Single Top 50              | 5               |
| Deense Single Top 40                | 18              |
| Duitse Single Top 100               | 34              |
| Engelse Single Top 75               | 4               |
| Finse Single Top 20                 | 13              |
| Franse Single Top 100               | 58              |
| Ierse Single Top 50                 | 11              |
| Nederlandse Top 40                  | 8               |
| Nieuw-Zeeland Single Top 40         | 8               |
| Noorse Single Top 20                | 15              |
| Oostenrijkse Single Top 75          | 39              |
| United World Chart                  | 10              |
| VS Billboard Hot 100                | 1               |
| VS Hot R&B/Hip-Hop Singles & Tracks | 1               |
| VS Hot Rap Tracks                   | 1               |
| Zweedse Single Top 60               | 34              |
| Zwitserse Single Top 100            | 14              |

| "21 Questions" in de Billboard Hot 100 | "21 Questions" in de Billboard Hot 100 | "21 Questions" in de Billboard Hot 100 | "21 Questions" in de Billboard Hot 100 | "21 Questions" in de Billboard Hot 100 | "21 Questions" in de Billboard Hot 100 | "21 Questions" in de Billboard Hot 100 | "21 Questions" in de Billboard Hot 100 | "21 Questions" in de Billboard Hot 100 | "21 Questions" in de Billboard Hot 100 | "21 Questions" in de Billboard Hot 100 | "21 Questions" in de Billboard Hot 100 | "21 Questions" in de Billboard Hot 100 | "21 Questions" in de Billboard Hot 100 | "21 Questions" in de Billboard Hot 100 | "21 Questions" in de Billboard Hot 100 | "21 Questions" in de Billboard Hot 100 | "21 Questions" in de Billboard Hot 100 | "21 Questions" in de Billboard Hot 100 | "21 Questions" in de Billboard Hot 100 | "21 Questions" in de Billboard Hot 100 | "21 Questions" in de Billboard Hot 100 | "21 Questions" in de Billboard Hot 100 | "21 Questions" in de Billboard Hot 100 | "21 Questions" in de Billboard Hot 100 |
| Week                                   | 1                                      | 2                                      | 3                                      | 4                                      | 5                                      | 6                                      | 7                                      | 8                                      | 9                                      | 10                                     | 11                                     | 12                                     | 13                                     | 14                                     | 15                                     | 16                                     | 17                                     | 18                                     | 19                                     | 20                                     | 21                                     | 22                                     | 23                                     | 24                                     |
| -------------------------------------- | -------------------------------------- | -------------------------------------- | -------------------------------------- | -------------------------------------- | -------------------------------------- | -------------------------------------- | -------------------------------------- | -------------------------------------- | -------------------------------------- | -------------------------------------- | -------------------------------------- | -------------------------------------- | -------------------------------------- | -------------------------------------- | -------------------------------------- | -------------------------------------- | -------------------------------------- | -------------------------------------- | -------------------------------------- | -------------------------------------- | -------------------------------------- | -------------------------------------- | -------------------------------------- | -------------------------------------- |
| Nummer                                 | 74                                     | 47                                     | 21                                     | 15                                     | 10                                     | 5                                      | 5                                      | 4                                      | 2                                      | 2                                      | 1                                      | 1                                      | 1                                      | 1                                      | 3                                      | 5                                      | 5                                      | 11                                     | 16                                     | 22                                     | 35                                     | 38                                     | 49                                     | uit                                    |

| "21 Questions" in de Nederlandse Top 40 | "21 Questions" in de Nederlandse Top 40 | "21 Questions" in de Nederlandse Top 40 | "21 Questions" in de Nederlandse Top 40 | "21 Questions" in de Nederlandse Top 40 | "21 Questions" in de Nederlandse Top 40 | "21 Questions" in de Nederlandse Top 40 | "21 Questions" in de Nederlandse Top 40 | "21 Questions" in de Nederlandse Top 40 | "21 Questions" in de Nederlandse Top 40 | "21 Questions" in de Nederlandse Top 40 |
| Week                                    | 1                                       | 2                                       | 3                                       | 4                                       | 5                                       | 6                                       | 7                                       | 8                                       | 9                                       | 10                                      |
| --------------------------------------- | --------------------------------------- | --------------------------------------- | --------------------------------------- | --------------------------------------- | --------------------------------------- | --------------------------------------- | --------------------------------------- | --------------------------------------- | --------------------------------------- | --------------------------------------- |
| Nummer                                  | 39                                      | 30                                      | 28                                      | 12                                      | 8                                       | 8                                       | 13                                      | 26                                      | 35                                      | uit                                     |